# 지옥까지 10초
《지옥까지 10초》(Ten Seconds To Hell)는 미국에서 제작된 로버트 알드리치 감독의 1959년 드라마, 전쟁 영화이다. 잭 팰런스 등이 주연으로 출연하였고 마이클 카레라스 등이 제작에 참여하였다.

## 출연

### 주연
- 잭 팰런스
- 제프 캔들러

### 조연
- 마르틴 캐롤
- 로버트 콘스웨이트
- 버지니아 베이커
- 리처드 워티스
- 웨슬리 애디
- 데이브 윌록
- 짐 굿윈

## 기타
- 원작자: 로렌스 P. 바크먼
- 미술: 켄 애덤

## DVD
이 영화의 블루레이 DVD는 키노 로버에 의해 2015년 2월 25일 리전 1 디스크로 출시되었다.